# The B-Side: Elsa Dorfman's Portrait Photography
Pour plus de détails, voir Fiche technique et Distribution.
The B-Side: Elsa Dorfman's Portrait Photography est un film documentaire américain réalisé par Errol Morris, sorti en 2016.

## Synopsis
Le documentaire a pour sujet la photographe portraitiste Elsa Dorfman.

## Fiche technique
- Titre français : The B-Side: Elsa Dorfman's Portrait Photography
- Réalisation et scénario : Errol Morris
- Photographie : Nathan Allen Swingle
- Montage : Steven Hathaway
- Musique : Paul Leonard-Morgan
- Pays d'origine : États-Unis
- Format : Couleurs - 35 mm
- Genre : documentaire
- Durée : 76 minutes
- Dates de sortie :
  - Canada : 12 septembre 2016 (Festival international du film de Toronto 2016)
  - USA : 30 juin 2017